# شارع الأمير سلمان بن محمد بن سعود
هو أحد شوارع مدينة الرياض وهو شريان في حي الصحافة (الرياض) ويبلغ طوله 2.2 كم ويبدأ من طريق الملك فهد غربا ثم يميل شمالا إلى شارع الأمير ناصر بن سعود وهو الشارع الأكثر إستيعابيا في حي الصحافة لوجود مستوصف ومصرفية ومحلات الرياضة وبقالة وصيدليات الكثير منها في هذا
ويتقاطع مع كل الشوارع الآتية:
- طريق الملك فهد
- طريق العليا ثم يميل اتجاه الشمال ويتقاطع
- طريق الإمام سعود بن فيصل
- شارع الأمير ناصر بن سعود